# سيرجي تيكا
سيرجي تيكا مواليد 13 أغسطس 1974 في بريشتينا، جمهورية يوغوسلافيا الاشتراكية الاتحادية، هو لاعب كرة قدم بوسني. يلعب كلاعب وسط.

## المسيرة الاحترافية

### أندية لعب لها
- نادي بوراتس بانيا لوكا
- نادي جيلييزنيتشار ساراييفو

## روابط خارجية
- سيرجي تيكا على موقع قاعدة بيانات كرة القدم.إي يو (الإنجليزية)
- سيرجي تيكا على موقع عالم كرة القدم.نت (الإنجليزية)